# Ramón Benito de la Rosa y Carpio
Ramón Benito de la Rosa y Carpio (Los Ríos, Higüey; 1939–) es arzobispo emérito de la Arquidiócesis de Santiago de los Caballeros.

## Biografía

### Primeros años y formación
Monseñor De la Rosa y Carpio nació el 19 de septiembre de 1939 en el paraje de Los Ríos, en el municipio de Higüey, entonces en la provincia de El Seibo (actualmente en La Altagracia), en la República Dominicana. 
Estudió Filosofía y teología en el Seminario Pontificio Santo Tomás de Aquino en Santo Domingo. En el período de 1965 al 1966 realizó en el Pontificio Ateneo San Anselmo, Roma, la Licenciatura en Teología Dogmática. Realizando en el 1984 el Doctorado en la Pontificia Universidad Javeriana, de Colombia.

### Sacerdocio
Ordenado sacerdote el 23 de enero de 1965, De la Rosa y Carpio fue rector de la Basílica-Catedral Nuestra Señora de la Altagracia en Higüey de 1971 a 1983 y presidente del comité en Higüey de Alianza Francesa de 1976 a 1983.

## Episcopado

### Obispo Auxiliar de Santo Domingo
El 2 de diciembre de 1988 fue nombrado obispo titular de Cerbali (Cartago), y auxiliar de la Arquidiócesis de Santo Domingo, siendo ordenado obispo por el papa Juan Pablo II el 6 de enero de 1989 en la Ciudad del Vaticano.

### Obispo de Nuestra Señora de la Altagracia en Higüey
El 25 de marzo de 1995, fue designado obispo de la Diócesis de Nuestra Señora de la Altagracia en Higüey. 

### Arzobispo de Santiago de los Caballeros
Fue nombrado Arzobispo de Santiago de los Caballeros el 16 de julio de 2003.

### Renuncia
En 2015, el Papa Francisco aceptó su renuncia por motivos de edad.